# 天理高等學校
天理高等學校是位於日本奈良縣天理市的私立高等學校，常被簡稱為「天理高」，由日本的新興宗教天理教所創立。
其棒球部、軟式棒球部、橄欖球部、柔道部、曲棍球部、吹奏樂部都是經常參加日本全國比賽的隊伍。

## 歷史
學校的前身可以追溯至天理教在1900年成立的「天理教校」，1908年改設立為舊制中學校「天理中學校」，當時的天理中學校僅招收男學生，因此在1920年又成立了招收女學生的「天理女學校」，1923年再改設為「天理高等女學校」，此後至1940年代期間又陸續設立了「天理夜間中學校」、「天理第二中學校」、「天理夜間女學校」，直到1943年開始陸續進行整併，最終在1948年配合日本的學制改革全數整併為「天理高等學校」。